# Vlačice
Vlačice (en allemand : Wlatschitz) est une commune du district de Kutná Hora, dans la région de Bohême-Centrale, en République tchèque. Sa population s'élevait à 243 habitants en 2020.

## Géographie
Vlačice se trouve à 5 km au nord-est de Čáslav, à 12 km à l'est de Kutná Hora et à 75 km à l'est-sud-est de Prague.
La commune est limitée par Žehušice au nord, par Bílé Podolí au nord-est, par Vrdy à l'est et au sud, et par Čáslav et Chotusice à l'ouest.

## Histoire
La première mention écrite de la localité date de 1189.

## Administration
La commune se compose de deux quartiers :
- Vlačice
- Výčapy

## Transports
Par la route, Vlačice se trouve à 6,3 km de Čáslav, à 16 km de Kutná Hora et à 77 km de Prague.